# Ronodji Niakaken
Ronodji Niakaken (ur. 11 sierpnia 1965) – czadyjski lekkoatleta, długodystansowiec.
Podczas igrzysk olimpijskich w Seulu (1988) odpadł w eliminacjach na 5000 metrów z czasem 15:42,73. 

## Rekordy życiowe
- Bieg na 5000 metrów – 15:42,73 (1988)